# Abies beshanzuensis
Abies beshanzuensis är en tallväxtart som beskrevs av M. H. Wu. Abies beshanzuensis ingår i släktet ädelgranar, och familjen tallväxter. IUCN kategoriserar arten globalt som akut hotad. Inga underarter finns listade i Catalogue of Life.